# Mapa z Hereford

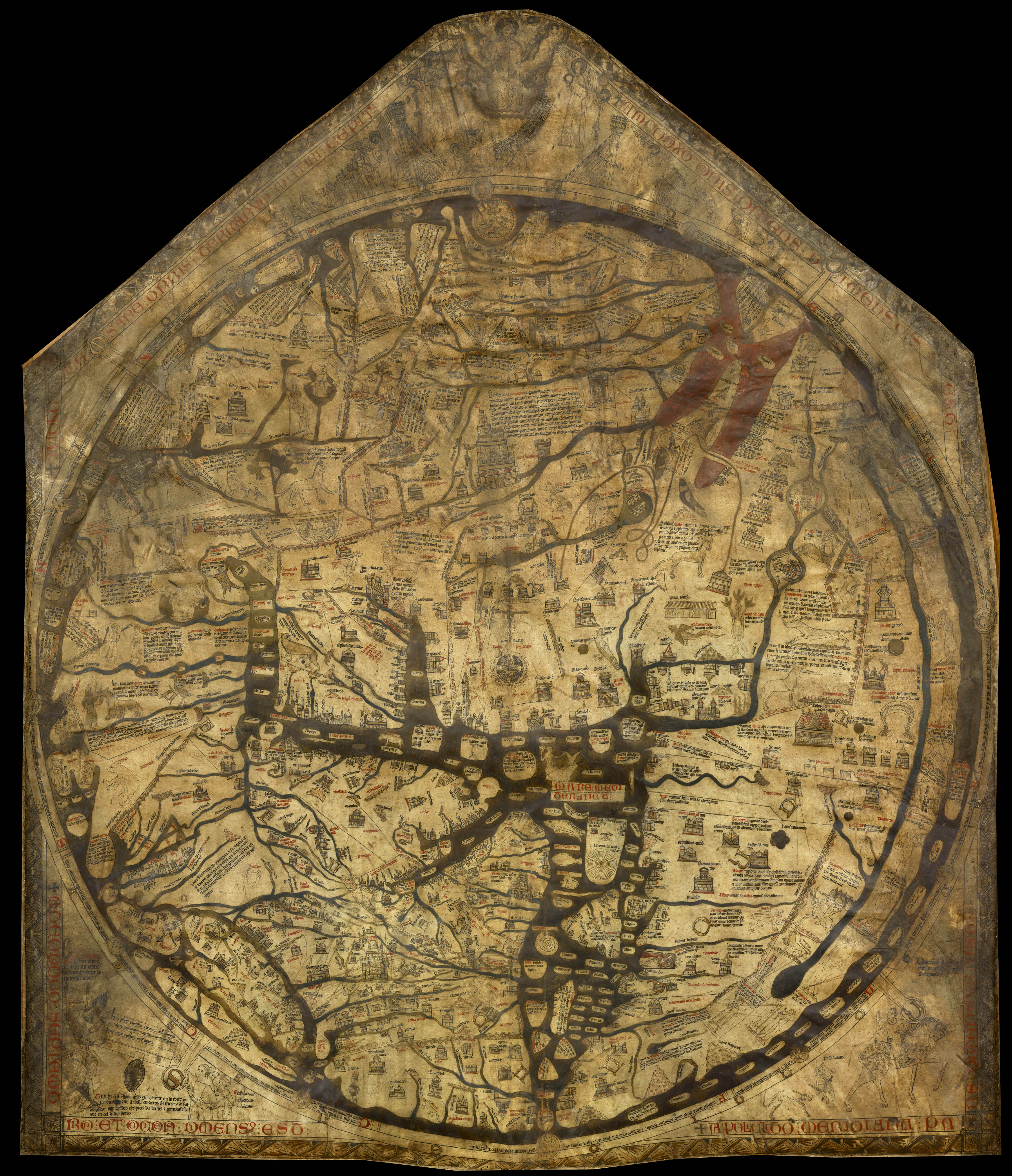
Hereford mappa mundi

Mapa z Hereford – średniowieczna mapa świata (tzw. mappa mundi) stworzona około 1300 roku w schemacie
O i T (orbis terrae – koło świata). Autorstwo przypisywane jest "Richardowi z Haldingham i Lafford".
W roku 2007 została wpisana na listę UNESCO Pamięć Świata.

## Charakterystyka
Namalowana na pergaminie z cielęcej skóry, o wymiarach 158/138 cm, przy użyciu czarnego atramentu 
i kolorowych barwników. W centrum mapy znajduje się Jerozolima, wschód został umieszczony na górze, gdzie przedstawiono Ogród Edenu.
Nazwy kontynentów Europa i Afryka zostały prawdopodobnie pomyłkowo zamienione (Europa została podpisana jako Afryka, analogicznie Afryka została opisana błędnie). Mapa została oparta na starszych źródłach, jest dość podobna do mapy z Ebstorf, mapy Psaltera i mapy Sawleya. W trakcie jej tworzenia autor nie dysponował pełnym poziomem wiedzy geograficznej jemu współczesnych.
Mapa z Hereford jest największą zachowaną średniowieczną mapą, przechowywana jest przez Katedrę w Hereford w Anglii.

## Lokalizacje na mapie

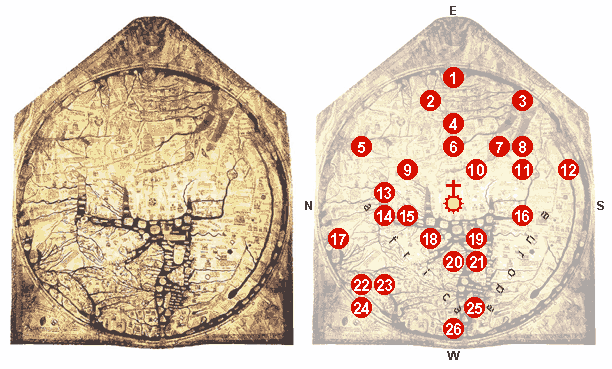
Lokalizacje na mapie z Hereford

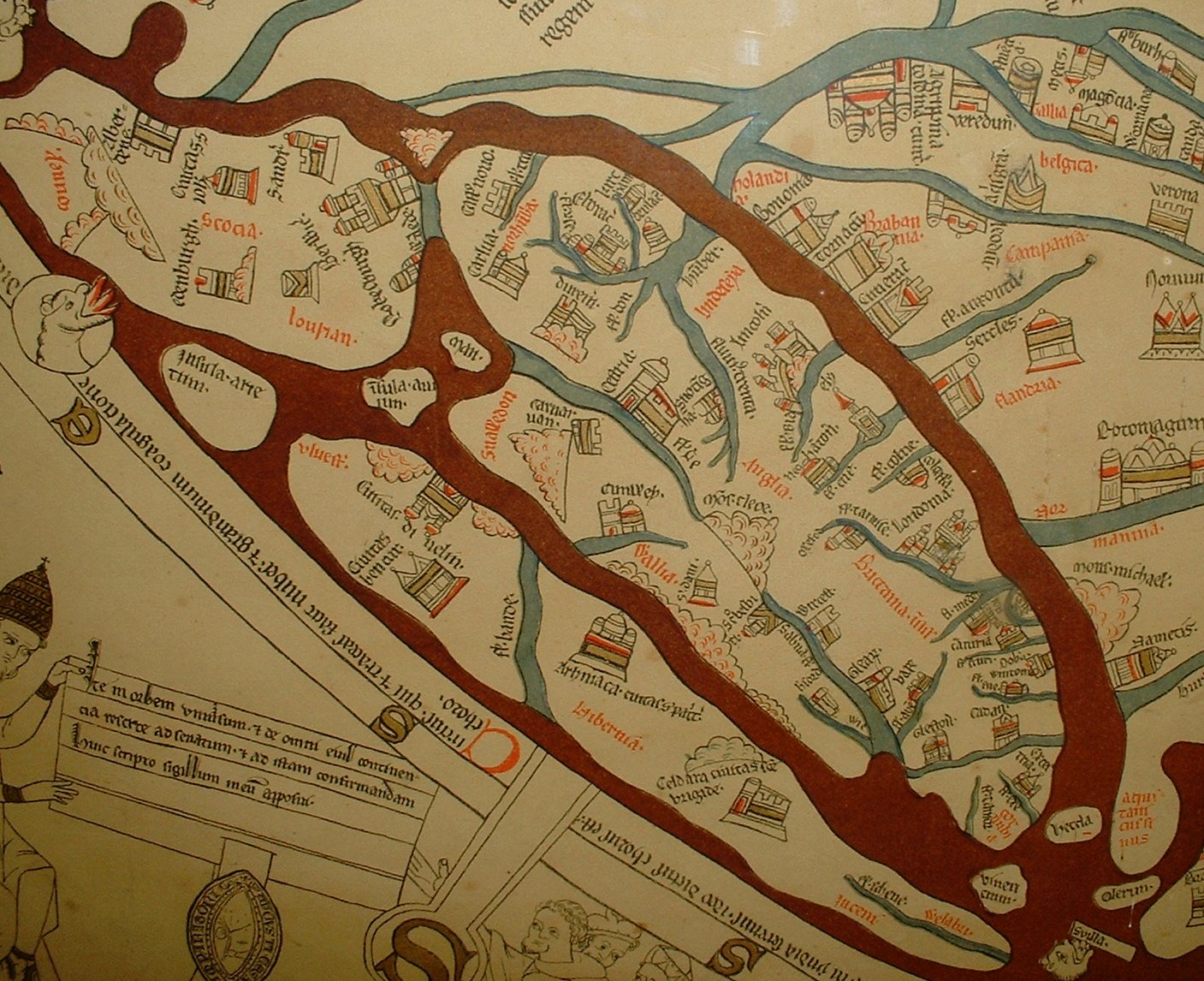
Wyspy Brytyjskie

0 – W centrum mapy Jerozolima (z narysowanym krzyżem nad miastem).
1 – Raj, otoczony przez mur i ognisty krąg.
2 – Ganges i jego delta.
3 – Baśniowa wyspa Taphana (może być to Sri Lanka lub Sumatra).
4 – Rzeki Indus i Tygrys.
5 – Morze Kaspijskie, ziemia Goga i Magoga
6 – Babilon i Eufrat.
7 – Zatoka Perska.
8 – Morze Czerwone.
9 – Arka Noego.
10 – Morze Martwe, Sodoma i Gomora, rzeka Jordan, wypływająca z morza Galilejskiego.
11 – Egipt i Nil
12 – Rzeka Nil (lub możliwe przedstawienie brzegu fikcyjnego oceanu).
13 – Morze Azowskie, rzeki Don i Dniepr; (powyżej Złote runo).
14 – Konstantynopol; delta Dunaju.
15 – Morze Egejskie.
16 – Delta Nilu z latarnią morską w Aleksandrii.
17 – Mityczny norweski Gansmir.
18 – Grecja z górą Olimp, Atenami i Koryntem.
19 – Błędnie umieszczona Kreta z labiryntem Minotaura.
20 – Morze Adriatyckie; Włochy z zaznaczonym Rzymem.
21 – Sycylia i Kartagina.
22 – Szkocja.
23 – Anglia.
24 – Irlandia.
25 – Baleary.
26 – Cieśnina Gibraltarska (z Słupami Heraklesa).